# Dieciséis de Septiembre, Cunduacán
Dieciséis de Septiembre är en ort i Mexiko.   Den ligger i kommunen Cunduacán och delstaten Tabasco, i den sydöstra delen av landet, 600 km öster om huvudstaden Mexico City. Dieciséis de Septiembre ligger 15 meter över havet och antalet invånare är 206.
Terrängen runt Dieciséis de Septiembre är mycket platt. Runt Dieciséis de Septiembre är det ganska tätbefolkat, med 155 invånare per kvadratkilometer. Närmaste större samhälle är Cárdenas, 16,5 km söder om Dieciséis de Septiembre. Trakten runt Dieciséis de Septiembre består till största delen av jordbruksmark.